# Ogașu Alunilor
Ogașu Alunilor este un curs de apă, afluent al râului Nera. 